# Cryptocephalus jocularius
Cryptocephalus jocularius es una especie de insecto coleóptero de la familia Chrysomelidae.
Fue descrita científicamente en 1947 por Normand.